# ダグラス郡 (オレゴン州)
ダグラス郡（英: Douglas County）は、アメリカ合衆国オレゴン州にある郡の一つ。人口は11万1201人（2020年）。『オレゴン・ジオグラフィック・ネームズ』によれば、郡名はオレゴン州設立を支持したアメリカ人政治家スティーブン・アーノルド・ダグラスに由来する。郡庁所在地はローズバーグ。

## 歴史
この地域には元々、チヌーク族系のアムクワ・インディアンが居住していた。1856年のローグ川インディアン戦争が終わると、生き残った全ての先住民は政府によりグランド・ロンド・インディアン居留地へと強制移住させられた。
1852年1月7日、海岸山脈の東側に広がるアムクワ郡から分離してダグラス郡が成立した。1856年、クーズ郡のカマス・バレーがダグラス郡へ編入した。1862年、アムクワ郡の残りの地域がダグラス郡へ吸収された。この原因を、ゴールドラッシュが終わり人口が減少したためであるとする説があるが、一方で政治的要因によるものであるとする説もある。1915年、ジャクソン郡およびレーン郡との郡境の調整が行われた。

## 経済
アムクワ川の全流域がダグラス郡の内部に収まっている。郡域は深い森に覆われており、約 7,300 km² (1,800,000 acres) の商業用森林を有するほか、世界でも有数の古い樹木も存在する。労働力の約 25-30% は林産物製造業を仕事としている。農作物生産、果樹園、畜産（特に羊の放牧）を中心とする農業もダグラス郡の経済に重要な位置を占めている。大雑把に見て、ダグラス郡の郡域の半分は公有地であり、他方半分は私有地である。
禁酒法後のオレゴン州ワイン産業で最も早くブドウ栽培を開始したのは、リチャード・ソンマーが1961年にアムクワ渓谷南部に設立したヒルクレスト・ヴィンヤードである。ただしキャラハン・セラーズ（現在のシャンパーニュ・セラーズ）など、一部の地域家庭が所有するブドウ園は禁酒法以前から存在していた。アムクワ渓谷のワイン生産地域はその全域がダグラス郡に属している。
1954年よりニッケルの精製がリドル市で行われている。ダグラス郡の地域は連邦政府との結び付きが強く、農務省森林局と内務省土地管理局が郡域の50%以上を管理している。

## 地理
アメリカ合衆国国勢調査局によれば、ダグラス郡の総面積は 13,297 km² (5,134 mi²) で、その内 13,045 km² (5,037 mi²) が陸地、1.89% にあたる 252 km² (97 mi²) が水地である。アムクワ国有林の一部はダグラス郡に属する。

### 隣接郡
- レーン郡 - 北
- クラマス郡 - 東
- ジャクソン郡 - 南
- ジョセフィーン郡 - 南
- カリー郡 - 南西
- クーズ郡 - 西

### 国立保護地域
- クレーターレイク国立公園 （一部）
- ローグ川＝シスキヨウ国有林 （一部）
- シウスロウ国有林 （一部）
- アムクア国有林 （一部）
- ウィラメット国有林 （一部）

## 人口動態
以下は2000年国勢調査による人口統計データである。
| - 人口: 100,399人 - 世帯数: 39,821世帯 - 家族数: 28,233家族 - 人口密度: 8人/km²（20人/mi²） - 住居数: 43,284軒 - 住居密度: 3軒/km²（9軒/mi²） 人種別人口構成 - 白人: 93.86% - アフリカン・アメリカン: 0.18% - ネイティブ・アメリカン: 1.52% - アジア人: 0.63% - 太平洋諸島系: 0.09% - その他の人種: 1.02% - 混血: 2.70% - ヒスパニック・ラテン系: 3.27% 年齢別人口構成 - 18歳未満: 24.00% - 18-24歳: 7.50% - 25-44歳: 24.20% - 45-64歳: 26.40% - 65歳以上: 17.80% - 年齢の中央値: 41歳 - 性比（女性100人あたり男性の人口） - 総人口: 96.80 - 18歳以上: 94.20 | 世帯と家族（対世帯数） - 18歳未満の子供がいる: 29.10% - 結婚・同居している夫婦: 57.20% - 未婚・離婚・死別女性が世帯主: 9.60% - 非家族世帯: 29.10% - 単身世帯: 23.90% - 65歳以上の老人1人暮らし: 11.00% - 平均構成人数 - 世帯: 2.48人 - 家族: 2.90人 収入と家計 - 収入の中央値 - 世帯: 33,223米ドル - 家族: 39,364米ドル - 性別 - 男性: 32,512米ドル - 女性: 22,349米ドル - 人口1人あたり収入: 16,581米ドル - 貧困線以下 - 対人口: 13.10% - 対家族数: 9.60% - 18歳未満: 16.60% - 65歳以上: 9.20% |

## 都市と町
- キャニオンビル
- ドレイン
- エルクトン
- グレンデール

- マートル・クリーク
- オークランド
- リーズポート
- リドル

- ローズバーグ（郡庁所在地）
- サザーリン
- ウィンストン
- ヨンカラ

### 非法人地域及び国勢調査指定地域
- アッシュ
- アザレア
- カマス・バレー
- クリアウォーター
- クリブランド
- カーティン

- デイズ・クリーク
- ダイアモンド・レイク
- ディラード
- ドリュー
- エデンバウアー
- エルクヘッド

- ガーディナー
- グライド
- グリーン
- アイドリールド・パーク
- ルッキンググラス
- ミロ

- ノンパレイル
- ピール
- ライス・ヒル
- ローズバーグ・ノース
- ラウンド・プレイリー
- スコッツバーグ

- シェイディー
- スティームボート
- サルファー・スプリングス
- テンマイル
- ティラー
- トケティー・フォールズ

- トライ＝シティ
- ティー
- アムクワ
- ウィルバー
- ウィンチェスター
- ウィンチェスター・ベイ